# Voestalpine
Voestalpine AG (рус. Фёстальпи́не) — международная сталелитейная компания, находящаяся в Линце, Австрия. Компания производит сталь, автомобили, железнодорожные системы, оборудование и инструментальные стали.
60 % персонала работает в Австрии. Кроме мощностей в Линце, компании принадлежат крупные заводы в Леобене в Штирии и в Кремсе в Нижней Австрии. Компании также принадлежал крупный завод в Лицене в Штирии, но он был закрыт в 1990-е гг.

## Название
Название состоит из наименований двух компаний, объединённых в новую корпорацию — VÖEST (Vereinigte Österreichische Eisen und Stahlwerke — Объединённые австрийские чугуно-сталелитейные заводы) из Верхней Австрии и ÖAMG (Österreichische-Alpine Montangesellschaft — Австрийско-Альпийская горнорудная компания) из Штирии, основанной в 1881 г.
В 1978 г. в ходе реорганизации название корпорации лишилось умлаута с целью удобства написания — VОEST-ALPINE AG. Изменение никак не повлияло на произношение названия, поскольку «Ö» уже эквивалентно «OE».

## История
В 1938 г. был основан завод Reichswerke Linz как часть картеля Reichswerke Hermann Göring AG, являющегося основным поставщиком железа и стали для германской военной индустрии во время Второй мировой войны. Для строительства завода были полностью снесены кварталы Санкт-Петер и Цицлау в Линце и было переселено 4500 человек.
В 1939 году в Линце был основан Eisenwerke Oberdonau GmbH (Верхнедунайский чугунолитейный завод). В том же году Reichswerke Hermann Göring приобрёл 56 % завода ÖAMG в Донавице и объединил три вышеназванных завода в одну компанию Reichswerke AG Alpine Montanbetriebe ‘Hermann Göring’ Linz. 
После войны линцкие заводы были национализированы австрийским правительством в компанию VÖEST AG, в первую очередь, с целью избежания конфискации его Союзниками. В этом процессе важную роль сыграли влиятельные политики Австрии. ÖAMG снова стала отдельной компанией в Штирии. В 1952 году VÖEST при поддержке ÖAMG внедрила в производство линцко-донавицкий процесс — первый кислородно-конверторный процесс.
В 1954—1955 гг. к VÖEST  присоединились заводы в Кремсе-ан-дер-Донау и в Лицене.
В 1956 г. VÖEST приобрела компанию по лицензированию конвертерного производства Brassert Oxygen Technik AG (BOT) в Цюрихе.
В 1960 г. под управление VÖEST передана компания Wiener Brückenbau und Eisenkonstruktions AG (WBB).
В 1973 г. компании VÖEST и ÖAMG снова объединены решением федеральных органов в единую корпорацию VÖEST-ALPINE AG, контролировавшую 103 предприятия и являющуюся миноритарием в 14 компаниях.
В 1977 г. четыре торговых компании группы — Eisenhof Siegmund Ehrenletzberger AG (Линц), ESTAG (Вена), Greinitz AG (Грац) и Einicher AG (Клагенфурт) — были объединены в VOEST-ALPINE Stahlhandel AG, ставшую крупнейшей сталеторговой компанией в Австрии с оборотом около 4 млрд шиллингов в год и с более чем 1500 сотрудниками. В 2007 г. контроль над этой компанией был передан польской группе Zlomrex с переименованием в COGNOR Stahlhandel GmbH, а в 2011 г. — российской группе Мечел с переименованием в Mechel Service Stahlhandel Austria GmbH.
С 1985 по 1995 годы компания последовательно прошла приватизацию и корпоратизацию. В итоге, в 2003 году её название было изменено на voestalpine AG, таким образом название было приведено к стандарту именования публичных компаний Австрии.
В 2004 году приобрела контрольный пакет акций компании Nedcon, голландского производителя стеллажного оборудования.
В апреле 2007 года voestalpine приобрела австрийского производителя инструментальной стали Böhler-Uddeholm. Сделка была утверждена большинством акционеров в июне.